# Парасючка (река)
Парасючка (укр. Парасючка) — ручей, правый приток Борзенки, протекающий по Нежинскому району (Черниговская область, Украина). Одна из грязнейших рек Черниговской области (4-место, после Белоуса, Вьюницы, Иченьки).

## География
Длина — 13 или 14 км.
Русло сильно-извилистое, пересыхает, у истоков выпрямлено в канал (канализировано) длиной 3 км, шириной 10 м и глубиной 2 м. Пойма занята очагами древесных насаждений. Есть несколько прудов. Безымянный пруд площадью 3,4 га, окружённый Бахмачским городским парком культуры и отдыха, является памятником природы Парасючка площадью 5,4 га.
Река берёт начало как канал южнее села Глубокое. Река течёт в западном направлении. Впадает в реку Борзенка между городом Бахмач и селом Курень.
Парасючка служит водоприёмником обратных вод и загрязняющих веществ: коммунальным предприятием «Бахмач-Водсервис» в 2017 году сброс обратных вод составил 201,6 тыс. м³ (все без очистки), а количество загрязняющих веществ вместе с обратными водами — 181,7 тонн (4-место, после Белоуса, Вьюницы, Иченьки).
Притоки: (от истока к устью) нет
Населённые пункты на реке: (от истока к устью) Бахмач.